# Liste von Lawinenunglücken
Diese Liste von Lawinenunglücken verzeichnet Katastrophen, verursacht durch Lawinen.
Dabei werden sowohl direkt durch Lawinen verursachte Katastrophen als auch indirekt, aber zeitlich-räumlich eng zusammenhängende Katastrophen erfasst.
Kriterium für die Aufnahme ist eine Mindestanzahl von 10 Toten pro Ereignis oder pro zusammengehöriger Ereignisse oder eine sonstige große Bedeutung oder Besonderheit, insbesondere aus Perspektive der D-A-CH-Länder.

## Liste
| Jahr                | Ereignis | Gebirgssystem       | Betroffene Gebiete und Ortschaften                      | Todesopfer                            | Verletzte |
| ------------------- | --- | ------------------- | ------------------------------------------------------- | ------------------------------------- | --------- |
| 1720                | Lawinenwinter in der Schweiz | Alpen               | Schweiz                                                 | ca. 300                               | unbekannt |
| 24. Februar 1844    | Zerstörung des Königenhofs | Schwarzwald         | Neukirch im Schwarzwald                                 | 17                                    | unbekannt |
| 1902                | Lawinenkatastrophe bei Karmadon 1902 | Kaukasus            | Karmadon (Russland)                                     | 32                                    |           |
| 1. März 1910        | Eisenbahnunfall von Wellington | Cascade Mountains   | Wellington (WA, USA)                                    | 96                                    | unbekannt |
| 4. März 1910        | Eisenbahnunfall vom Rogers Pass | Columbia Mountains  | Rogers Pass (B.C., Kanada)                              | 62                                    | unbekannt |
| 1915–1918           | Alpenkrieg Österreich vs. Italien; mit Lawinenkatastrophe vom 13. Dezember 1916 (an diesem Tag „bis gegen 5.000 Tote“), viele Lawinen wurden durch Artilleriefeuer ausgelöst | Alpen               | Dolomiten                                               | über 10.000 (geschätzt 40.000–80.000) |           |
| 9. Januar 1918      | |                     | Mitsumata, heute zu Yuzawa, Präfektur Niigata (Japan)   | mindestens 158                        |           |
| 20. Januar 1918     | Lawinenunglück in der Otori-Mine/Furukawa-Mining-Company |                     | Asahi (now Tsuruoka), Präfektur Yamagata (Japan)        | 180 (154 offiziell bestätigt)         |           |
| 5. Dezember 1935    | Lawinenunglück von Kukiswumtschorr | Chibinen            | Kirowsk (Russland)                                      | 88                                    | 42        |
| 1951                | Lawinenwinter 1951, darunter Vals GR (Schweiz), 20. Januar 1951: 19 Tote, weiters 12 Kühe und Ziegen getötet | Alpen               | Zentralalpen, Ostalpen, Alpensüdseite                   | 265                                   |           |
| 11. Februar 1952    | Mehrere Hütten des Weilers Melköde werden durch eine Lawine verschüttet | Alpen               | Melköde, Kleinwalsertal (Vorarlberg), Österreich        | 20                                    | 30        |
| Dezember 1952       | Ein großes Team sowjetischer Bergsteiger betroffen. |                     | Mount Everest                                           | 40                                    |           |
| Januar 1954         | Lawinenkatastrophe von 1954 in Vorarlberg: In Tälern Vorarlbergs durch Lawinen verschüttet | Alpen               | Vorarlberg (Österreich)                                 | 125                                   | 143       |
| 10. Januar 1962     | Geröll- und Eislawine vom Nevado Huascarán | Anden               | bei Yungay (Peru)                                       | 2000–4000                             |           |
| 15. Mai 1965        | Lawine am Zugspitzplatt | Alpen               | Zugspitze (Deutschland)                                 | 10                                    | 21        |
| 10. Februar 1970    | Lawinenkatastrophe von Val d’Isère | Alpen               | Val-d’Isère (Frankreich)                                | 39                                    | 37        |
| 24. Februar 1970    | Lawinenkatastrophe von Reckingen (in Goms VS lt.) | Alpen               | Reckingen im Wallis (Schweiz)                           | 30                                    |           |
| 16. April 1970      | Lawinenkatastrophe vom Plateau d’Assy, darunter 56 tote Kinder | Alpen               | Plateau bei Passy, Frankreich                           | 71                                    |           |
| 31. Dezember 1974   | Im Skigebiet Silvretta Nova; manche Todesopfer werden während der Fahrt mit dem neuen Nova-Skilift von einer Nassschneelawine erwischt, die durch drei Skifahrer ausgelöst wurde. | Alpen               | Montafon, Gaschurn/St. Gallenkirch (Österreich)         | 12                                    |           |
| 14. April 1975      | Zahlreiche Lawinen gehen am Weißen Sonntag in den Alpen herab. Unter den Opfern sind in ihren Autos verschüttete Touristen, die lokale Lawinenwarnungen ignoriert hatten. | Alpen               | u. a. Lukmanierpass (Schweiz), Brennerpass (Österreich) | mindestens 40                         |           |
| 31. Dezember 1977   | 1977 sind insgesamt acht Menschen aus Oberteisendorf und Siegsdorf am Silvesternachmittag bei einem Lawinenunglück ums Leben gekommen. | Alpen               | Loferer Hochtal (Österreich)                            | 8                                     |           |
| Januar 1982         | Berchtesgadener Schüler beim Skifahren an einem Hang im Tennengebirge samt 3 Begleiter, darunter der Bergführer; es überleben jedoch 4 Schüler | Alpen               | Salzburg (Österreich)                                   | 13                                    |           |
| Februar 1982        | Tauwetter löst in den franz. Alpen mehrere Lawinen aus, die elf Skiläufer töten, sechs weitere schwer verletzen. | Alpen               | (Frankreich)                                            | 11                                    | 6         |
| März 1982           | mehrere Lawinenabgänge in den französischen Alpen töten 16 | Alpen               | (Frankreich)                                            | 16                                    |           |
| März 1982           | In einem Dorf an den Hängen des Ararat werden 15 von einer Lawine verschüttet und getötet. | Berg Ararat         | (Türkei) (Ost)                                          | 15                                    |           |
| 2. März 1985        | Auf der Straße zwischen Täsch und Zermatt wurden mehrere Fahrzeuge durch eine Lawine erfasst. | Alpen               | Kanton Wallis                                           | 11                                    |           |
| 13. Juli 1990       | Ein kleines Erdbeben ließ nachts einen Eisblock fallen, der eine Eis-Schneelawine auf das Lager frying pan camp (seit 1930 genutzt) in 5300 m Höhe auslöste. 140-Personen Expedition, die Mehrheit konnte entwischen, 27 Tote sind sowjetische Bergsteiger, großteils geführt von | Peak Lenin          | Pamir-Gebirge (Sowjetunion / (heute:) Kirgistan)        | 43                                    |           |
| Februar 1992        | Mehrere Lawinenabgänge im türkisch-iranischen Grenzgebiet töten 240. Ganze Dörfer werden verschüttet. | Berg Ararat         | (Türkei/Iran)                                           | 240                                   |           |
| Januar 1993         | Lawine im Nordosten des Orts Üzengili, Opfer in Häusern | Pontisches Gebirge  | Üzengili, Provinz Bayburt, (Türkei)                     | 56                                    | 21        |
| Januar 1993         | |                     | Nordossetien (Süd) (Russland)                           | mehr als 50                           |           |
| 16. Januar 1995     | Häuser des Fischerdorfs von Lawine verschüttet, 8 Kinder unter den Toten. |                     | in Sudavik (West) (Island)                              | 14                                    |           |
| 26. Oktober 1995    | Häuser des Fischerdorfs von Lawine verschüttet, 4 Kinder unter den Toten. |                     | in Flateyri (Küste, West) (Island)                      | 20                                    |           |
| November 1995       | Gebirgsdorf Panda in Nepal, 85 Personen werden per Helikopter gerettet |                     | Panda (Nepal)                                           | mindestens 48                         |           |
| April 1996          | Eine Lawine verschüttet im Osten Tibets eine Straße aus der chinesischen Provinz Sichuan. |                     | (Tibet) (Ost)                                           | 56                                    |           |
| März 1997           | eine Straße wird verschüttet |                     | (Afghanistan) (Nord)                                    | mindestens 100                        |           |
| Januar 1998         | Lawine auf die Sporthalle der Inuit-Gemeinde Kangiqsualujjuaq, in der 400–500 den Jahreswechsel feiern. |                     | Quebec, Kanada                                          | 9                                     | 25        |
| 23. Januar 1998     | im Ort Les Orres (centre-est) 9 Schüler und 2 ihrer Begleiter bei einer Schneeschuh-Wanderung verschüttet | Alpen               | Mont Blanc                                              | 11                                    |           |
| 1999                | Lawinenwinter 1999 (siehe auch: Lawinenkatastrophe von Galtür (Februar, 31 Tote, Tirol West), Lawinenunglück von Evolène (9. Februar, Chalets in Montroc nahe dem Dorf Tour im Chamonix-Tal: 12 Tote, Zentralalpen Ost, F) 100.000 t Schnee mit bis zu 100 km/h, Bürgermeister wurde angeklagt, weil er den Ort davor nicht evakuieren hat lassen, wurde freigesprochen.                             | Alpen               | Evolene, Galtür                                         | 60                                    |           |
| 28. März 2000       | Kitzsteinhorn, die meisten sind junge trainierende Skilehrer | Alpen               | Salzburg (SO) (Österreich)                              | 12                                    |           |
| 20. September 2002  | Lawinenkatastrophe in der Karmadon-Schlucht, unter den Toten: Filmregisseur Sergej Bodrow und 24 aus seinem Filmteam. | Kaukasus            | Nijni Karmadon Nord-Ossetien (Süd), (Russland)          | mindestens 127                        |           |
| 12. Juli 2007       | Lawinenunglück an der Jungfrau: Bei einer «Führungs- und Bewährungstour» der Gebirgsspezialisten-Rekruten stürzt eine vom Trupp vermutlich selbst ausgelöste Lockerschneelawine sechs Soldaten rund 1000 m durchs Rottal-Couloir zu Tal. Das schwerste Schweizer Militärunglück seit 1992 führt zu umfassenden Reformen der alpinen Armeeausbildung und neuen Vorgaben für Lawinenrisiken im Sommer. | Alpen               | Jungfrau (Rottal-Couloir), Berner Oberland (Schweiz)    | 6                                     |           |
| Januar 2009         | Alpinisten am Berg | Kaukasus            | Zigana-Massiv (Nordost), (Türkei)                       | mindestens 127                        |           |
| 3. Januar 2010      | Lawine im Diemtigtal | Alpen               | Diemtigtal (Schweiz)                                    | 8                                     |           |
| April 2010          | Halbinsel Kamtschatka, 5 deutsche Touristen unter den Toten |                     | Kamtschatka (Russland) (Ost)                            | 10                                    |           |
| 12. Juli 2012       | Bergsteiger am Nordhang des Mont Maudit/Montblanc | Alpen               | Mont Blanc (Frankreich)                                 | 9                                     |           |
| 23. September 2012  | Lawinen am Manaslu | Himalaya            | Manaslu                                                 | 11                                    |           |
| April 2014          | Eisfall am Mount Everest | Himalaya            | Mount Everest                                           | 16                                    |           |
| 16. Oktober 2014    | Lawine unter Bergpass Thorong La und im Gebiet | Himalaya            | Annapurna                                               | 21                                    |           |
| 18. Januar 2017     | Lawinenunglück in Farindola: eingeschneites Hotel (ex Berghütte) am Hang des Gran Sasso kurz nach Erdbeben durch Lawine verschüttet und verschoben, tagelange Rettungsaktion. | Abruzzen            | Farindola (Italien)                                     | 29                                    |           |
| vor 5. Februar 2017 | Bei Lawinen und Stürmen in 3 Tagen, davon 47 Tote im Dorf Afsaye, Distrikt Barg-e Matal durch mehrere Lawinen |                     | (Pakistan, Afghanistan)                                 | 87                                    | 16        |
| 14. Januar 2020     | Bei mehreren Lawinen nach starken Niederschlägen kamen 77 Menschen ums Leben. Weitere Todesopfer durch schnee- und erdrutschbedingte Ursachen. | Himalaya            | Nilam-Tal, Pakistan                                     | 77                                    | 63        |
| 4./5. Februar 2020  | Lawinenunglück bei Bahçesaray: Bei einem Lawinenunglück am 4. Februar wurden zwei Fahrzeuge verschüttet, fünf Menschen kamen ums Leben. Am nächsten Tag starben durch eine weitere Lawine mindestens 33 Menschen, die vor Ort die Verschütteten vom Vortag bergen wollten. | Südöstlicher Taurus | Van, Türkei                                             | 41                                    | 84        |
| 4. Oktober 2022     | Lawinenunglück in der Gangotri-Gruppe des Himalaya: Bei einem Lawinenunglück am 4. Oktober wurden 40 Menschen verschüttet, mindestens 10 Menschen kamen ums Leben. | Gangotri-Gruppe     | Indien                                                  | mind. 10                              |           |